# Bourba (Burkina Faso)
Pour les articles homonymes, voir Bourba.
Bourba est une localité située dans le département de Boala de la province du Namentenga dans la région Centre-Nord au Burkina Faso. 

## Géographie
Constitué de centres d'habitation dispersés, Bourba se situe à 3 km au nord-ouest de Lédéré, à environ 12 km au nord-ouest de Boala, le chef-lieu du département. Le village se trouve également à 5 km au nord de Niangré-Tansoba et de Pibaoré ainsi que de la route nationale 15 reliant Boulsa à Kaya.

## Économie
L'agro-pastoralisme (avec l'usage de son important bouli) et le maraîchage sont les activités principales du village.

## Éducation et santé
Le centre de soins le plus proche de Bourba est le centre de santé et de promotion sociale (CSPS) de Lédéré.
Bourba possède une école primaire publique.